# Азартні ігри в США

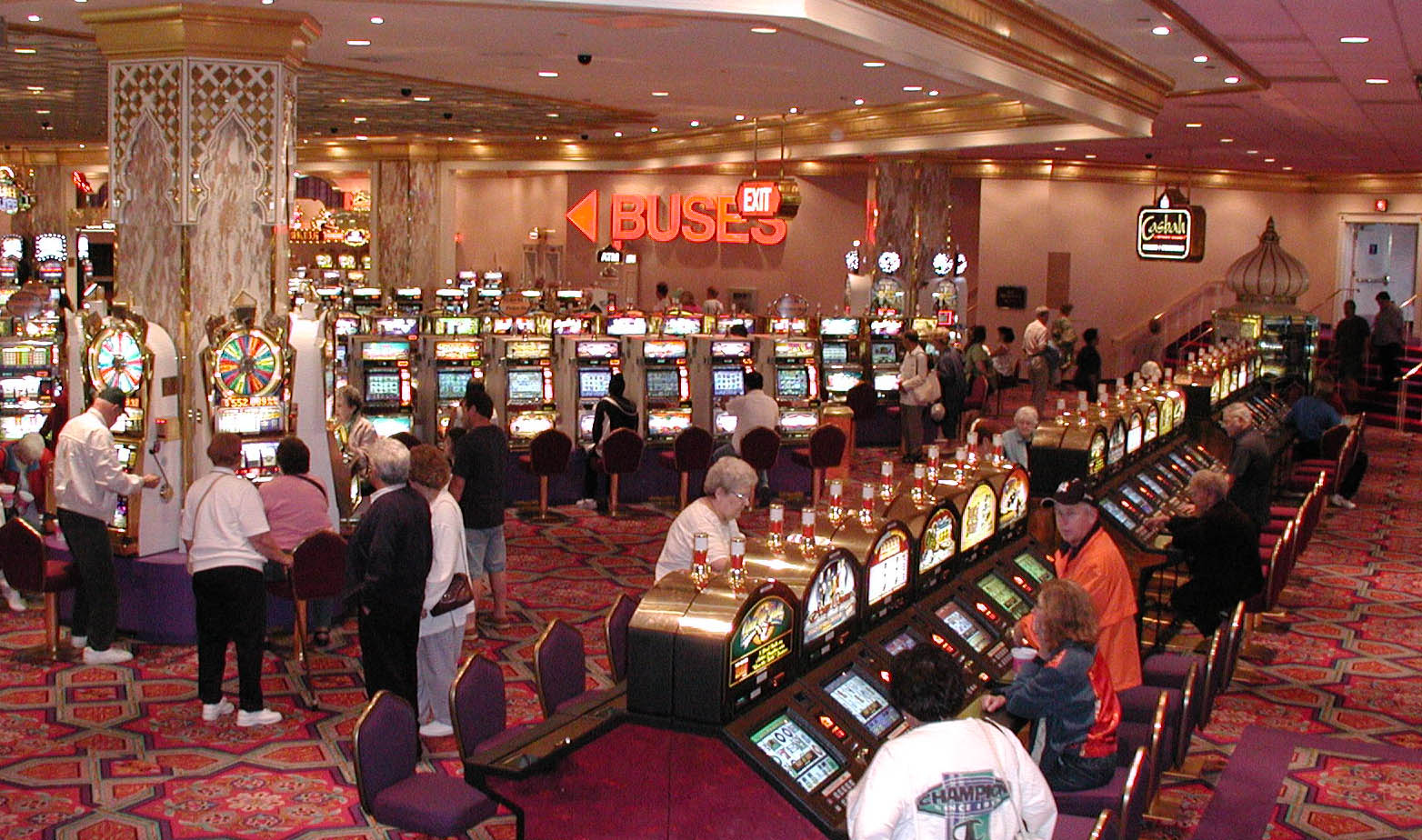
Ігрові автомати в казино в Атлантік-Сіті, Нью-Джерсі

Азартні ігри в США законодавчо обмежені. 2008 року вони принесли валовий дохід (різниця між загальною сумою виплат за мінусом коштів або «виграшів», повернутих гравцям) у розмірі 92,27 млрд $.
Американська ігрова асоціація, галузева торгова група, заявляє, що ігри в США — це індустрія вартістю 240 млрд $, де працює 1,7 млн людей у 40 штатах. 2016 року податки на ігри принесли $8,85 млрд державних та місцевих податкових надходжень. Критики азартних ігор стверджують, що вони призводить до посилення корупції, лудоманії та підвищення рівня злочинності.
Азартні ігри іноді вважають типом регресивного податку для населення в місцевих економіках, де розташовані місця проведення таких ігор.

## Доходи
За даними Центру бібліотек університету ігор, ігрові доходи від азартних ігор за 2017 рік були такими:
- Комерційні казино: 41,2 млрд $
- Племінні казино: 31,945 млрд $
- Карткові кімнати: 1,9 млрд $
- Лотереї: 80,55 млрд $
- Юридичні букмекери: 248 млн $
- Тоталізатори: 295 млн $
- Благодійні ігри та бінго: 2,15 млрд $

Загальна сума: 158,54 млрд $.

## Історія
До дозволених в США типів ігор входить все, від ігор у бінго в церковних підвалах, до багатомільйонних покерних турнірів. Іноді держава рекламує доходи від певних ігор, які мають бути присвячені певним потребам, наприклад, освіті.
1963 року Нью-Гемпшир запровадив державну лотерею, тоді це стало значним зрушенням у соціальній політиці. Жоден уряд штату раніше не здійснював прямих ігорних операцій для збору гроші. Інші штати взяли приклад, відтоді більшість штатів проводять певний тип лотереї для збору коштів на державні операції. Деякі держави обмежують цей дохід конкретними формами витрат, як правило, орієнтованими на освіту, в той час як інші дозволяють доходи від лотереї витрачати на загальні цілі.
Американська ігрова асоціація ділить азартні ігри на такі категорії:
- Картярські кімнати, як державні, так і приватні
- Комерційні казино
- Благодійні ігри та бінго
- Племінні казино
- Спортивні букмекери
- Лотереї
- Паримуель став
- Авансовий депозит

2019-2020 року великий вплив на ігрову індустрію США спричинила пандемія COVID-19. В березні було закрито на карантин більшість казино країни, перші казино почали відкривати в липні. Так, за перший місяць роботи після відкриття (4 червня), виручка казино в Неваді сягнула 566,8 млн $, що на 45,6 % менше в порівнянні з цим же періодом 2019 року. При цьому букмекери штату повідомили про перші щомісячні збитки з 2013 року. Знизилась також загальна сума ставок гравців — 8,20 млрд $, що на 31,4 % менше, ніж було в червні 2019 року. Загалом, за квітень-липень 2020-го дохід США від азартних ігор зменшився на 79 % в порівнянні з тим же періодом 2019 року, у квітні-травні дохід скоротився на 90 %. Це найбільша економічна проблема даної галузі за весь час її існування.
В жовтні 2020-го в Лас-Вегасі планувалось відкрити повністю безконтактне казино з 777 номерами. Саме через небезпеку коронавірусу, було вирішено зробити Circa Resort and Casino повністю безконтактним. Серед іншого, гості реєструватимуться не на стійці реєстрації, а через смартфон, для замовлення їжі будуть використані планшети. Це перший подібний заклад серед казино.

## Законність
Азартні ігри є законними згідно із федеральним законодавством США, хоча існують значні обмеження, що стосуються міждержавних та онлайн-азартних ігор. Кожна держава вільна регулювати чи забороняти практику у своїх межах. Закон про захист професійного та аматорського спорту 1992 року фактично забороняв ставки на спорт на всій території країни, виключаючи кілька штатів. Однак 14 травня 2018 року Верховний суд США визнав увесь закон неконституційним.
Лише два штати повністю забороняють усі форми азартних ігор: це Гаваї та Юта. Однак, азартні ігри в стилі казино набагато менш поширені. Федеральний закон передбачає можливість вільного користування корінними американськими землями для азартних ігор, якщо між державою та племінним урядом буде укладена угода, відповідно до Індійського закону про регулювання ігор 1988 року.
Невада та Луїзіана — єдині штати, де азартні ігри в казино є законними в будь-яких місцях. І державні, і місцеві органи влади встановлюють обмеження щодо ліцензування та зонування. Усі інші штати, які дозволяють грати в казино, обмежують його невеликими географічними районами (наприклад, Атлантік-Сіті, Нью-Джерсі або Туніка, Міссісіпі) або американськими індіанськими резерваціями, деякі з яких розташовані у великих містах чи поблизу них. Американські індіанські племена використовували юридичний захист для відкриття казино, що ставало спірним політичним питанням у Каліфорнії та інших штатах. У деяких штатах казино обмежуються казино на човні, великими багатоповерховими баржами, які, частіше за все, постійно пришвартовані до берегу.
Онлайн-азартні ігри були більш суворо регламентовані. Федеральний закон 1961 р. забороняв спортивні ставки, але не стосувався інших форм азартних ігор. Це було предметом судових справ. Закон про протизаконний захист азартних ігор в Інтернеті 2006 року (UIGEA) не забороняв азартні ігри в інтернеті; натомість він заборонив фінансові операції, пов'язані з постачальниками послуг онлайн-азартних ігор. Деякі офшорні провайдери азартних ігор відреагували, припинивши надавати послуги для американських клієнтів. Однак інші оператори продовжують обходити вимоги UIGEA та продовжують обслуговувати американських клієнтів. З цієї причини UIGEA критикуються представниками «офлайнового» грального бізнесу.
450 казино загалом принесли валовий дохід розміром 34,11 млрд $ 2006 року.

## За штатами

### Айова
2020 року в штаті було дозволено спортивні ставки, протягом цього року ставки зробили 3,16 млн жителів на суму понад 400 млн. $. 2021 року уряд штату відмінив обов'язкову особисту реєстрацію гравців для участі в спортивному беттингу. Новий закон дозволяє проходити таку реєстрацію в онлайні. Для цього потрібно вказати ім'я, телефон, адресу, електронну пошту, дату народження і чотири останні цифри номера соціального страхування. Завдяки онлайновій реєстрації, прибутки штату від онлайн-азартних ігор сягнули 11,3 млн $, річна виручка виросла на 250%.

### Алабама
В штаті станом на 2021 рік заборонені наземні казино та спортивний беттинг. Штат став останнім, що ввів законопроєкт для легалізації спортивних ставок. Джон Роджерс, член Сенату штату, розробив законопроєкт, який також передбачує створенні відповідної комісії для регулювання грального ринку штату, що має з'явитися. Комісія також має займатися видачею ліцензій, кожна ліцензія видаватиметься на 5 років і коштуватиме 100 тис. $.

### Аризона
Наглядом за азартними іграми в штаті займається Департамент ігор Арізони. Більшість азартних ігор в штаті є забороненими. Парламент штату кілька разів проводив невдалі спроби легалізації ігор. 2020 року, через карантин під час пандемії Covid-19, доходи штату знизились. Щоб поповнити бюджет, у березні до Парламенту було повторно внесено законопроєкт щодо легалізції наземних, онлайн та племінних казино, його розгляд було перенесено на 2021 рік. Всі індіанські племена штату також мають прийняти й підписали угоду.

### Арканзас
2020 року казино Арканзасу звітували про втрату 1,3 млрд $ прибутку за час карантину, 2019 року вони принесли власникам близько 3 млрд $.

### Вірджинія
Наземні казино в штаті нерегульовані і фактично були забороненими до роботи до 2021 року. В січні 2021 Рада з лотерей штату затвердила правила роботи казино в надзвичайних ситуаціях, прискоривши початок будівництва чотирьох наземних казино. Губернатор Ральф Нортем до квітня 2021 року розробляє початкову нормативну базу для початку роботу закладів. Нові казино мають збудувати в Бристолі, Данвіллі, Норфолку і Портсмуті. Інше казино в місті Річмонд має отримати дозвіл на роботу на референдумі в листопаді 2021 року.

### Гаваї
Гаваї є одним з кількох штатів США, де азартні ігри повністю заборонені усіх формах. На початку 2021 року уряд штату почав розгляд легалізації деяких видів азартних ігор для поповнення бюджету чрез кризу, спричинену пандемією COVID-19.

### Джорджія
В штаті заборонені азартні ігри та онлайнові казино, уряд штату кілька років поспіль шукав методи легалізації цієї сфери та отримання схвалення суспільства. Більшість учасників Генеральної асамблеї штату та член палати представників виступають за легалізацію. За даними Рона Стівенса, що керує комітетом з економічного розвитку й туризму, жителі штату готові підтримати подібне рішення, яке спочатку має бути затверджене Асамблеєю, а далі прийнято губернатором штату Брайаном Кемпом.

### Делавер
Контролем гемблінгу в штаті займається Відділ з ігрового забезпечення Делаверу та Лотерея Делаверу. Основним джерелом доходу штату від казино є відеоігри, гральні автомати і онлайн-рулетка. Вони принесли 450 тис. $ прибутку. Настільні ігри принесли 150 тис. $. Через карантин від COVID-19, все більше гравців переходило від наземних казино до онлайнових платформ. Загалом, доходи штату від грального бізнесу в жовтні 2020 виросли на 161,6 % у порівнянні з 2019, онлайн-казино принесли 643 тис. $, в жовтні 2019 року цей показник склав 246 тис. $. Загалом, 2020 року прибуток від онлайн-казино в Делавері збільшився на 133,3 % до 8,4 млн $, кількість ставок зросла на майде 80 %, склавши 228 млн $.

### Іллінойс
В серпні 2020-го року Іллінойс посів п'яте місце в країні за величинолю ринку азртних ігор, склавши 140 млн $, протягом липня ринок штату виріс на 167 % (+52,5 млн $), що пояснюється тимчасовим припиненням обов'язкової особистої реєстрації гравців, що дозволило гравцям казино створювати облікові записи з дому через інтернет. Але загалом, протягом 2020 року, прибутки від казино в штаті впали на 200 млн $ (-13,4 %). Найбільше джерело доходів штату від азартних ігор — це Лотерея Іллінойсу, прибутки від неї перевищують доходи, але через пандемію продаж лотерейних квитків впав на 172,5 млн $.

### Індіана
Спортивні ставки в штаті було легалізовано 2019 року, протягом 2020 року об'єм ставок склав 1 млрд $. Ринок азартних ігор Індіани 2020-го року сягнув 169 млн $. Влітку 2020 року сенат штату Індіана почав розробку закону про онлайн-казино, що мав би легалізувати онлайновий гральний бізнес в штаті. Щоб отримати можливість працювати в штаті, сайти зможуть отримати відповідні ліцензії від урядового регулятора, за оцінками сенатора Джона Форда, таких сайтів очікується 13.

### Каліфорнія
Наглядом за азартними іграми в штаті займається Комісія з контролю за азартними іграми в Каліфорнії. Легальні форми азартних ігор в включають картярські зали, індіанські казино, лотерею штату Каліфорнія, тоталізатори зі ставками на перегони, та благодійні ігри. Комерційні ігри в форматі казино заборонені.

### Канзас
Більшість форм азартних ігор в штаті заборонено. Єдиними легальними видами є: бінго, кінні перегони та державні лотереї. Крім того, законними є азартні ігри в племінних казино. В листопаді 2020 влада штату призупинила видачу призів тим, хто виграв у лотерею через зростання захворюваності на Covid-19. Переможці мають робити поштовий запит на отримання призів.

### Колорадо
Ринок азартних ігор Колорадо 2020-го року сягнув 128,6 млн $. В штаті діяв ліміт розміром 100$ на ставки в казино, в січні 2021 року сенат штату прийняв поправку № 77, що відмінила це обмеження з травня 2021 року.

### Луїзіана
Азартні ігри в штаті були забороненими до листопада 2020 року, коли штаті було проведено референдум щодо легалізації азартних ігор. Згідно результатів опитування, спортивні ставки в штаті було легалізовано. Влада штату очікувала збільшення податкових надходжень на $330 млн щомісяця.

### Массачусетс
Азартні ігри в штаті заборонено. Останні роки законодавці штату та член сенату штату Патрік О'Коннор, зокрема намагаються легалізувати цю сферу діяльності, але безуспішно. В листопаді 2020 чергова поправка до бюджету була відхилена Сенатом.

### Меріленд
В штаті дозволено діяльність казино та спортивних ставок. В листопаді 2020 року в штаті було проведено референдум щодо легалізації азартних ігор. Згідно результатів, було дозволено роботу спортивних ставок. Влада штату очікує, що легалізація звичайних та мобільних спортивних ставок принесе $18 млн прибутку щомісяця. Оператори ігор сплачують податок у розмірі 20 %, з них 19 % направляються на освіту і 1 % на фінансування програми підтримки малого бізнесу.
В січні 2021 року сенатор штату Брайан Симонейр запропонував ввести в школах обов'язковий предмет із вивчення азартних ігор. Це має підготувати сучасну молодь до небезпек та пояснити їм проблеми азартних ігор. Даний проєкт уже розглядали раніше, але його було передано на затвердження до Палати делегатів, після чого він втратив актуальність через призупинення законодавчої сесії.

### Міссісіпі
Найпопулярнішими видами спорту для ставок є американський футбол, бейсбол та баскетбол. За регулювання казино в штаті відповідає Комісія з азартних ігор Міссісіпі. За жовтень 2020 року в річкових казино штату було витрачено 41,2 млн $, що принесло власникам 8,8 млн $ прибутку, в жовтні 2019 року цей показник склав 12,3 млн $. Восени 2020 через загрозу повені від урагану Саллі було закрито 12 річкових казино штату.
Того ж року було оголошено про плани будівництва музичного курорту з казино в Білоксі, вартість об'єкта оцінювалась у 1,2 млн $.

### Міссурі
Наглядом за азартними іграми в штаті займається Ігрова комісія штату Міссурі.

### Мічиган
Історія азартних ігор штату починається з 1933 року, коли місцеві законодавці легалізували ставки на перегони. В сучасному Мічигані працюють 26 казино, що мають понад 30 тис. ігрових автоматів. 1999 року було прийнято Перший пакет правил штату «SB 0562», який визнавав незаконним будь-яку участь у онлайн-азартних іграх у межах штату. Закон було скасовано 2000 року, коли місцеві законодавці прийняли закон № 185.
У 1980-х місцеві племена корінних американців об'єдналися для спільного регулювання ринку племінних та комерційних казино, згодом азартні ігри в наземних казино стали приносити державі майже стільки ж прибутків, як і державна лотерея. Нові казино будуються в Детройті та близ міста Лансінг. При цьому, в штаті є незаконним проведення приватної гри в покер з грошовими ставками вдома.
Продаж лотерей у штаті та місцеві джекпоти є одними з найвищих у США. Мінімально дозволеним віком для участі в азартних іграх, є 18 років. Станом на 2020 рік у штаті діяло 13 казино. Наглядом за сферою розваг і казино в штаті займається Ігрова комісія штату Мічиган. Щорічні прибутки галузі оцінюються у 1,1 млрд $, а податкові надходження до бюджету — 180 млн $. Три основних комерційних казино штату: Greektown Casino, MotorCity Casino та MGM Grand Detroit. У листопаді контрольна комісія продовжила ліцензії для основних казино, з моменту відкриття у вересні після карантину через COVID-19, ці закладибули завантажені в середньому на 15 %, але принесли доходів на 101,4 млн $.

### Невада
В Неваді розташовано найпопулярніше місце для проведення азартних ігор в США — місто Лас Вегас, також тут розташовано місто Ріно, що вважалося гральною столицею США до появи Лас Вегасу. Через карантинні обмеження, протягом 2020 року прибуток від спортивних ставток в штаті рекорндо скоротився на 34,6% до 7,87 млрд $, що стало найнижчим показником з 1996 року. Ігрові автомати принесли 5,42 млрд $, що на 31,7% менше, ніж 2019 року.

### Нью-Гемпшир
Азартні ігри в штаті є легальними.

### Нью-Джерсі
Гральним центром штату є Атлантік-Сіті, де розташовано 9 казино, з них 6 на березі моря й три у районі Марина.

### Нью-Йорк
Азартні ігри в штаті дозволено. В грудні 2020 року прибутки від спортивного беттингу принесли 2,3 млн $, що на 210 % більше за аналогічний показник 2019 року. Губернатор штату Ендрю Куомо розраховує, що легалізація онлайнових ставок на спорт дозволить штату отримувати 500 млн $ щороку.

### Оклахома
Договір на ігри класу III зобов'язує племена Оклахоми платити державі 4-10 % від доходу від ігор. 2018 року податок на казино приніс 138,6 млн $ прибутку. В штаті є понад 130 казино, що належать племенам і приносять їм близько 10 млрд $ щороку. В казино працюють 75 тис. робітників, сумарний об'єм заробітної плати сягає 4.3 млрд $.

### Пенсільванія
Азартні ігри в штаті дозволені, їхнім регулюванням займається Рада з контролю за азартними іграми Пенсильванії (PGCB). У вересні 2020-го прибуток від ігор склав рекордні 462,8 млн $, вирісши на 27 % за місяць. Найпопулярнішими видами ігор є спортивні ставки та онлайн-казино.
Штат першими в США запровадив і почав перевірку технології PlayPause. Дана технологія дозволить операторам швидко виявляти ризикованих гравців, що намагаються грати, незважаючи попередні виключення з ігор. Технологію інтегровано з системою GeoComply, що дозволяє операторам отримувати інформацію про гравців із груп ризику та відстежувати гравців по всій території США.
Грудень 2020 року був рекордним для штату за прибутками від онлайнових азартних ігор, загальний прибуток від всіх типів ігор склав 168,7 млн $, що на 42 % більше за цей же період 2019 року.

### Південна Дакота
Азартні ігри в штаті частково легальні, серед дозволених видів ігор: блекджек, кості, покер, рулетка та гральні автомати. Згідно проведеного в листопаді 2020 референдуму, в штаті було легалізовано також спортивні ставки. Всі азартні ігри в Південній Дакоті проводяться виключно в місті Дедвуд на заході штату.

### Південна Кароліна
1 липня 2000 року в штаті Південна Кароліна набув чинності закон, завдяки якому право власності, володіння або експлуатація автоматів для відеопокеру для комерційного чи особистого використання стала незаконною. Порушники підлягають кримінальному переслідуванню та значним штрафам. Принаймні, 2007 року єдиним видом легалізованих азартних ігор в цьому штаті є освітня лотерея Південної Кароліни.

### Північна Дакота
У Північній Дакоті заборонено ставки на спорт. 2005 року в штаті намагалися легалізувати онлайн-покер, тоді закон було прийнято палатою представників, але відхилено сенатом Північної Дакоти. Легалізацію ставок на спорт аналогічно було відхилено сенатом 2019 року. 2021 року Сенат штату почав розгляд законопроєкту щодо легалізації онлайнового покеру за прикладом штату Мічиган, де цей вид азартних ігор є легальним.

### Род-Айленд
Азартні ігри в штаті є легальними.

### Флорида
Маямі є найпопулярним місцем для проведення азартних ігор в США, в місті працюють 10 казино на відстані 40 км від міста. Найбільше серед них — Seminole Hard Rock в Голлівуді, де є казино площею 13 тис. м2 і готель у формі гітари на 638 номерів.

### Юта
Юта є одним з двох штатів США, де азартні ігри повністю заборонені усіх формах.

## Типи

### Комерційні казино
Комерційні казино засновані та керуються приватними компаніями на землі, що не належить корінним американцям. Є 23 штати (і дві території США), які дозволяють такі казино: Арканзас, Колорадо, Делавер, Іллінойс, Індіана, Айова, Луїзіана, Мен, Меріленд, Массачусетс, Мічиган, Міссісіпі, Міссурі, Монтана, Невада, Нью-Джерсі, Нью-Йорк, Огайо, Пенсильванія, Пуерто-Рико, Род-Айленд, Південна Дакота, Віргінські острови США, Вашингтон та Західна Вірджинія.

### Азартні ігри, організовані корінними народами США

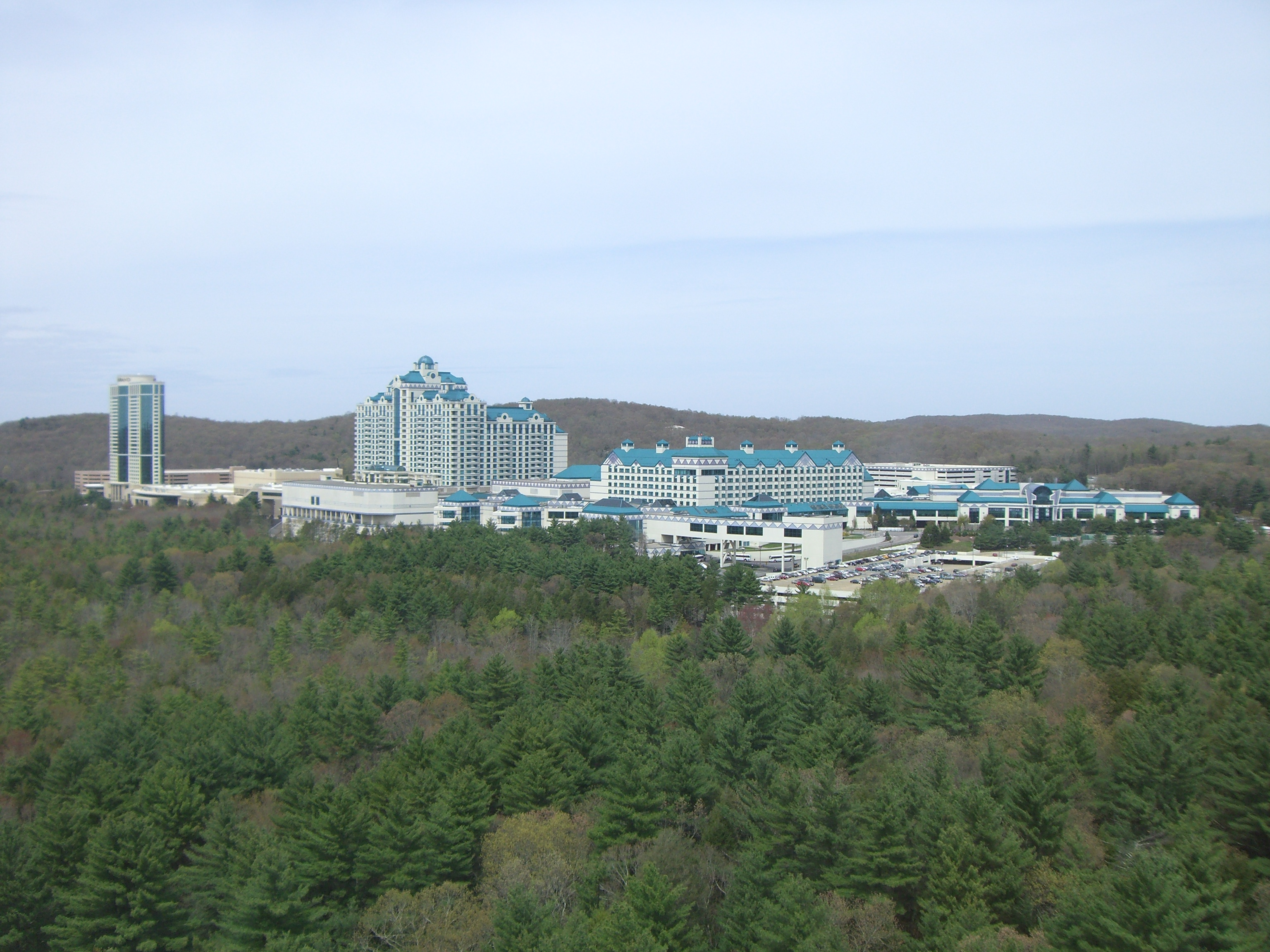
Казино Foxwoods в Машантакеті, штат Коннектикут, ним керує племінна нація Mashantucket Pequot

Історія казино в резерваціях почалася 1979 року, коли резервація Seminoles почала проводити ігри в бінго. До цього місцеві американці не мали досвіду організації великомасштабних комерційних азартних ігор. Корінні американці були знайомі з концепцією дрібних азартних ігор, таких як розміщення ставок на спортивні змагання. Протягом шести років після розробки комерційних азартних ігор у корінних американців було залучено 75-80 з 300 федерально визнаних племен. До 2006 року близько трьохсот американських груп проводили якісь ігри.
Деякі корінні американські племена створюють казино на племінних землях, щоб забезпечити зайнятість та прибуток свого уряду та членів племен. Племінні ігри регулюються на племінному, державному та федеральному рівнях. Корінні американські племена повинні використовувати доходи від азартних ігор, щоб забезпечити державні операції, економічний розвиток та добробут своїх членів. Федеральне регулювання корінних американських ігор було встановлено згідно з Індійським законом про регулювання ігор 1988 року. Відповідно до положень цього закону ігри поділяються на три різні категорії:
- Ігри класу I — це «традиційні» ігри, які передбачають невеликі ставки або гру без інтересу.
- Ігри класу II включають бінго та певні небанківські карткові ігри (покер, крипбрід, бридж, віст тощо).
- Ігри класу III включають усі ігри в казино (кості, рулетка, блекджек, баккара, ігрові автомати та інші ігри, де гравець робить ставку проти казино) та ігри, які не належать до I або II класів.[78]

З 562 федерально визнаних племен 1988 року 201 до 2001 року брали участь у іграх II чи III класу. Племінні азартні ігри отримали 2002 року 14,5 млрд. $ від 354 казино. 40 % з 562 федерально визнаних племен є ігровими установами.
Як і інші американці, у багатьох корінних американців виникають розбіжності щодо питання азартних ігор в казино. Деякі племена географічно занадто відокремлені, щоб зробити казино успішним, а деякі не хочуть бачити інших американців на своїй землі. Хоча азартні ігри в казино є суперечливими, вони виявились економічно успішними для більшості племен.

### Лотереї
Класична лотерея — це розіграш, в якому кожен учасник конкурсу купує комбінацію цифр. Кожна комбінація чисел або «ігор» зазвичай коштує 1 долар. Ігри, як правило, не є ексклюзивними, тобто два або більше власників квитків можуть придбати одну і ту ж комбінацію. Потім організація лотереї обирає виграшну комбінацію з 5-8 номерів, як правило, від 1 до 50, використовуючи рандомізовану автоматичну кульову машину.